# San Fernando de Monte Cristi
San Fernando de Monte Cristi (eller Monte Cristi kort och gott) är en kommun och ort i nordvästra Dominikanska republiken och är den administrativa huvudorten för provinsen Monte Cristi. Kommunen har cirka 25 000 invånare. Orten är belägen vid Manzanillobukten, där floden Yaque del Norte (landets längsta flod) mynnar ut i Atlanten. 
Sedan 21 november 2001 är staden uppsatt på Dominikanska republikens tentativa världsarvslista.